# Сот-де-Феррер
Сот-де-Феррер (ісп. Sot de Ferrer) — муніципалітет в Іспанії, у складі автономної спільноти Валенсія, у провінції Кастельйон. Населення — 460 осіб (2010).

## Географія
Муніципалітет розташований на відстані близько 290 км на схід від Мадрида, 37 км на південний захід від міста Кастельйон-де-ла-Плана.

## Демографія
Динаміка населення (INE ):

## Галерея зображень

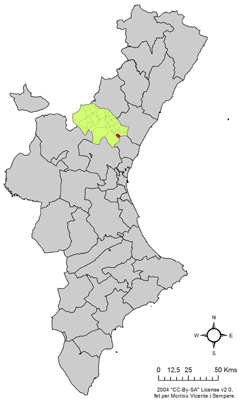
Розташування муніципалітету Сот-де-Феррер у автономній спільноті Валенсія
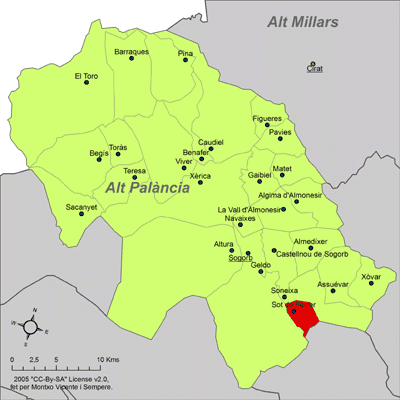
Розташування муніципалітету Сот-де-Феррер у комарці Альто-Палансія
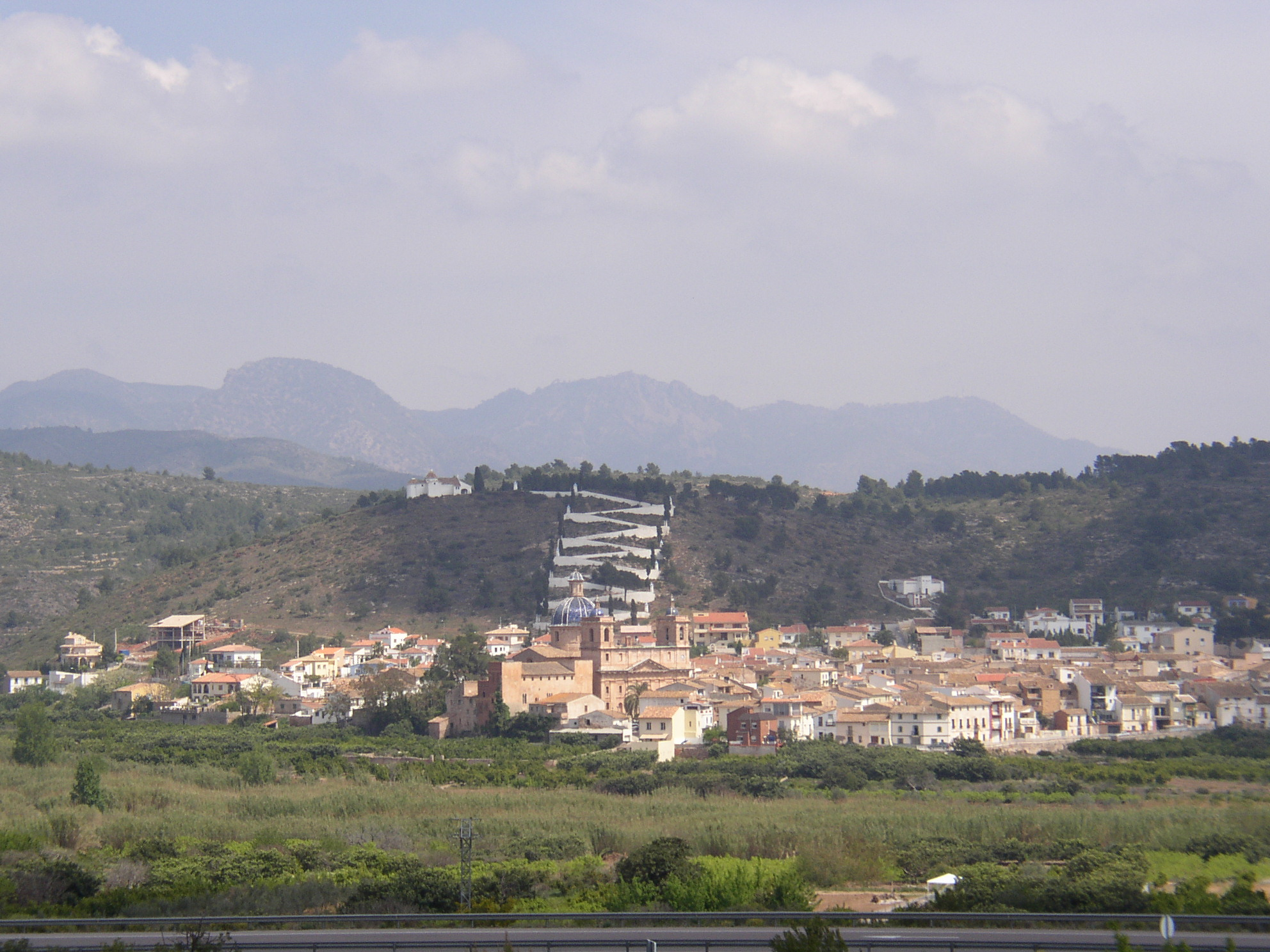
Панорама
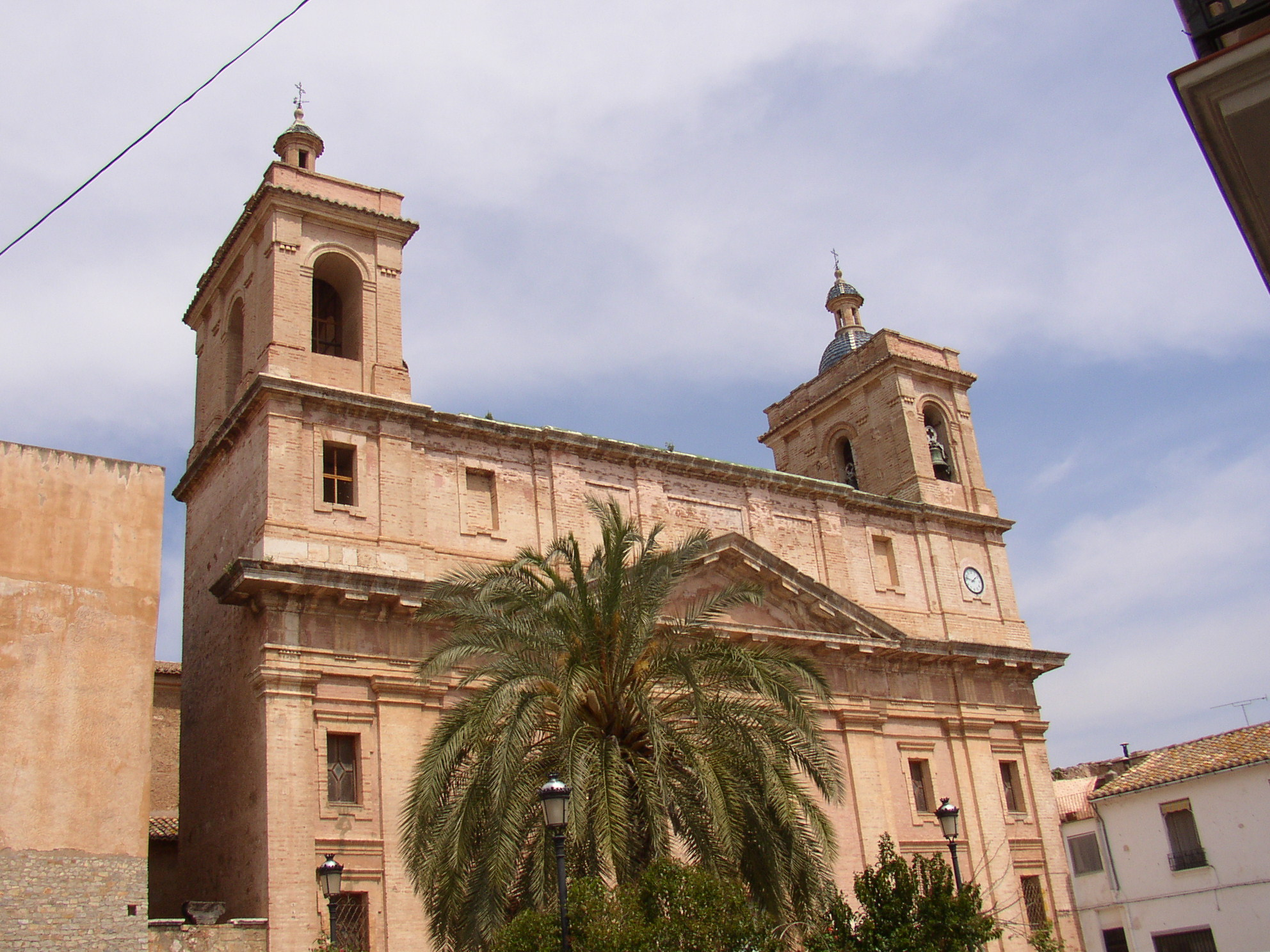
Парафіяльна церква